# Christ The Album
Christ The Album è un album della punk band inglese dei Crass, pubblicato nel 1982.
Il disco fu stampato in un box contenente due LP, il primo contenente materiale studio il secondo, chiamato "Well Forked - But Not Dead" contiene tracce live registrate nel giugno del 1981 al 100 Club di Londra. L'Album contiene un book, A Series Of Shock Slogans and Mindless Token Tantrums, e un poster realizzato da Gee Vaucher.

## Formazione
- Steve Ignorant - voce
- Joy De Vivre - voce
- Eve Libertine - voce
- Phil Free	- chitarra
- N.A. Palmer - chitarra, voce
- Pete Wright - basso
- Penny Rimbaud - batteria, voce
- Paul Ellis - pianoforte

## Tracce

### Disco 1
1. Have A Nice Day
2. Smother Love
3. Nineteen Eighty Bore
4. I Know There Is Love
5. Beg Your Pardon
6. Birth Control 'n' Rock 'n' Roll
7. Reality Whitewash
8. It's The Greatest Working Class Ripoff
9. Deadhead
10. You Can Be Who?
11. Buy Now Pay As You Go
12. Rival Tribal Revel Rebel (pt 2)
13. Bumhooler
14. Sentiment (White Feathers)
15. Major General Despair

### Disco 2 "Well Forked - But Not Dead"
1. Banned From The Roxy
2. The Sound Of One Hand
3. Punk Is Dead
4. Nagasaki Nightmare
5. Darling
6. Beta Motel Blues
7. Berkertex Bribe
8. Fold It In Half
9. Big Hands
10. Heart-throb Of The Mortuary
11. Bumhooler
12. Big A Little A
13. First Woman
14. Arlington 73
15. Bomb plus Bomb tape
16. Contaminational Power
17. I Ain't Thick
18. G's Song
19. Securicor
20. I Can't Stand It
21. Shaved Women
22. A Part Of Life
23. Do They Owe Us A Living
24. So What
25. Salt 'n' Pepper